# Drilocephalobus
Drilocephalobus är ett släkte av rundmaskar. Drilocephalobus ingår i familjen Drilocephalobidae.
Släktet innehåller bara arten Drilocephalobus moldavicus. Drilocephalobus är enda släktet i familjen Drilocephalobidae.